# Мајстор судњег дана
„Мајстор судњег дана“, познат и под преводом „Мистерија кобног црвенила“, роман је аустријског књижевника Леа Перуца, објављен 1923. Написан је у облику исповести главног јунака барона фон Јоша, који покушава да се одбрани од оптужби да је умешан у самоубиство угледног бечког глумца Бишофа.
Књига је настала из Перуцове скице за филмски сценарио који је требало да режира Мурно, али је након што су планови за снимање пропали, Перуц скицу прерадио у роман. Роман је постигао велики успех и код књижевних критичара и код читалачке публике. Позитивне коментаре изрекли су, између осталих, Теодор Адорно и Валтер Бенјамин. Са друге стране, Перуц никада није сматрао своје остварење посебно вредним. Аргетински књижевник Хорхе Луис Борхес сврстао је „Судију судњег дана” на листу најбољих детективских романа 20. века.

## Радња романа
Роман је исприповедан у првом лицу. Приповадање је обликовано у виду исповести барона Готфрида фон Јоша, који приповеда о низу зачудних догађаја који су му се догодили током септембра 1909. Исповест започиње фон Јошовим уверавањем читалаца да су догађаји, о којима ће приповедати, потпуно истинити.
Прва половина романа обликована је као детективски роман, односно као још једна варијанта класичног проблема детективске прозе, „затворене собе” у којој је почињен злочин. Приповедање детективског заплета започиње доласком Готфрида фон Јоша у салон код познатог глумца Еугена Бишофа. Поред Јоша и Бишофа окупљању присуствују; Бишофова супруга Дина, са којом је Још имао љубавну везу; студент хемије Феликс, Динин брат; доктор Горски; и Валдемар Золгруб, инжењер и пријатељ Бишофових. Еуген Бишоф је те вечери гостима открио како у последње време има проблема да у својој глави визуелно уобличи јунаке које глуми на позорници, те се плаши да је изгубио таленат. Пошто је дубоко фрустриран, сви гости крију од њега да је банка, у којој је чувао новац, банкротирала и да је поред талента остао и без новца. Бишоф одлази у павиљон не би ли се припремио да покаже гостима на који начин ће тумачити Ричарда III на предстојећој премијери. Док га гости чекају, Још одлази у шетњу по врту, где размишља о својој прошлости са Дином. Изненада се чују два пуцња из правца павиљона. Испоставља се да је Бишоф извршио самоубиство. Феликс оптужује Јоша да је крив за самоубиство глумца, то јест, да је кришом отишао код Бишофа и саопштио му да је банкротирао, тврдећи да је Јошов мотив била освета, јер се никада није помирио са чињеницом да се Дина удала за другога. Још даје часну реч да није улазио у павиљон, на шта му се Феликс супроставља указујући да његова лула стоји на столу поред леша. Феликс захтева да Још изврши самоубиство и тиме очисти своју укаљану реч, иначе ће отићи војном суду части и захтевати јавно отпуштање и понижење. Међутим, Золгруб је убеђен да је Још потпуно невин и убеђен је да Бишофово самоубиство има везе са низом других самоубистава која су се догодила недавно у бечким друштвеним круговима. Током Золгрубовог истраживања долази до нових самоубистава, а потом и сам Золгруб умире од срчаног удара, али на самрти успева да открије правог кривца.
Откривањем правог кривца у дотадашњем реалистичном заплету уводи се мотив фантастичног. Наиме, кривац је чаробна дрога, чији се рецепт налази записан на маргинама шеснаестовековне књиге. Рецепт је записао фирентински сликар који је присуствовао када је његов учитељ пробао наркотик, који му је справио алхемичар под обећањем да ће му пробудити невиђену инспирацију и отворити нове креативне видике. Међутим, када је сликар испушио смешу, добио је застрашујућу визију судњег дана над којим се надвила посебна црвена боја, такозвана, турбетна црвена, коју људске очи не могу да перципирају. Од тада је сликар живео као лудак, сликајући искључиво фреске страшног суда. Управо због обећања да ова дрога даје нове уметничке видике, Еуген Бишоф је желео да је проба, али је ефекат био толико јак да је извршио самоубиство.
Иако је Золгруб уништио рецепт пре него што је умро, Још је узео да испуши смесу која је остала у Бишофевој лули. Ефекат је толико јак да мисли да је полудео. Непосредно пре него што је узео револвер и испалио га себи у главу, Феликс упада у собу и спашава га тако што га удара песницом. Горски истиче да дрога очигледно буди у мозгу рецептор за наш најпримитивнији страх. Још се опрашта од Дине и тако завршава своју исповест.
Након Јошиног извештаја следи „Завршна напомена издавача”. У њој се истиче да је Још погинуо у Првом светском рату као добровољац и да је за собом оставио ову исповест. Издавач даље обавештава читаоца да је барон Још заиста био крив за Бишофово самоубиство и да је због сканала који је из тога проистекао био отпуштен из војне службе. Читав заплет везан за чаробну дрогу је био плод баронове фантазије и потребе да нађе себи неко оправдање за свој поступак и умирење савести. На овај начин детективски и фантастични роман се на крају претвара у психолошки роман човека који се бори са својом савешћу и поновним читањем уочавају се бројне нелогичности у његовом излагању, које потврђују да је заплет заправо лаж.

## Телевизијска адаптација
„Мајстор судњег дана” адаптиран је у истоимени телевизијски филм 1990.

## Превод романа на српски језик
Први превод на српски језик објављен је 1961. у едицији „Х-100 романа” под насловом „Мистерија кобног црвенила”. Ова верзија је била видно скраћена и прерађена, са потпуно измењеним крајем.
Први потпуни превод са насловом „Мајстор судњег дана” начинила је Тијана Тропин и објављен је 2008. у издању издавачке кућe Логос.